# 愛の終着駅 (テレビドラマ)
『愛の終着駅』（あいのしゅうちゃくえき）は、1978年8月28日～10月27日にTBS「花王 愛の劇場」枠にて放送されていた日本のテレビドラマ。主演は松本留美。

## キャスト
- 葉子 - 松本留美
- 耕造 - 小栗一也
- 石田信之
- 竜崎勝
- 夏桂子

## スタッフ
- 監督 - 八木美津雄
- 原作・脚本 - 高岡尚平

## 主題歌
- 八代亜紀「愛の終着駅」